# Janko Šafařík

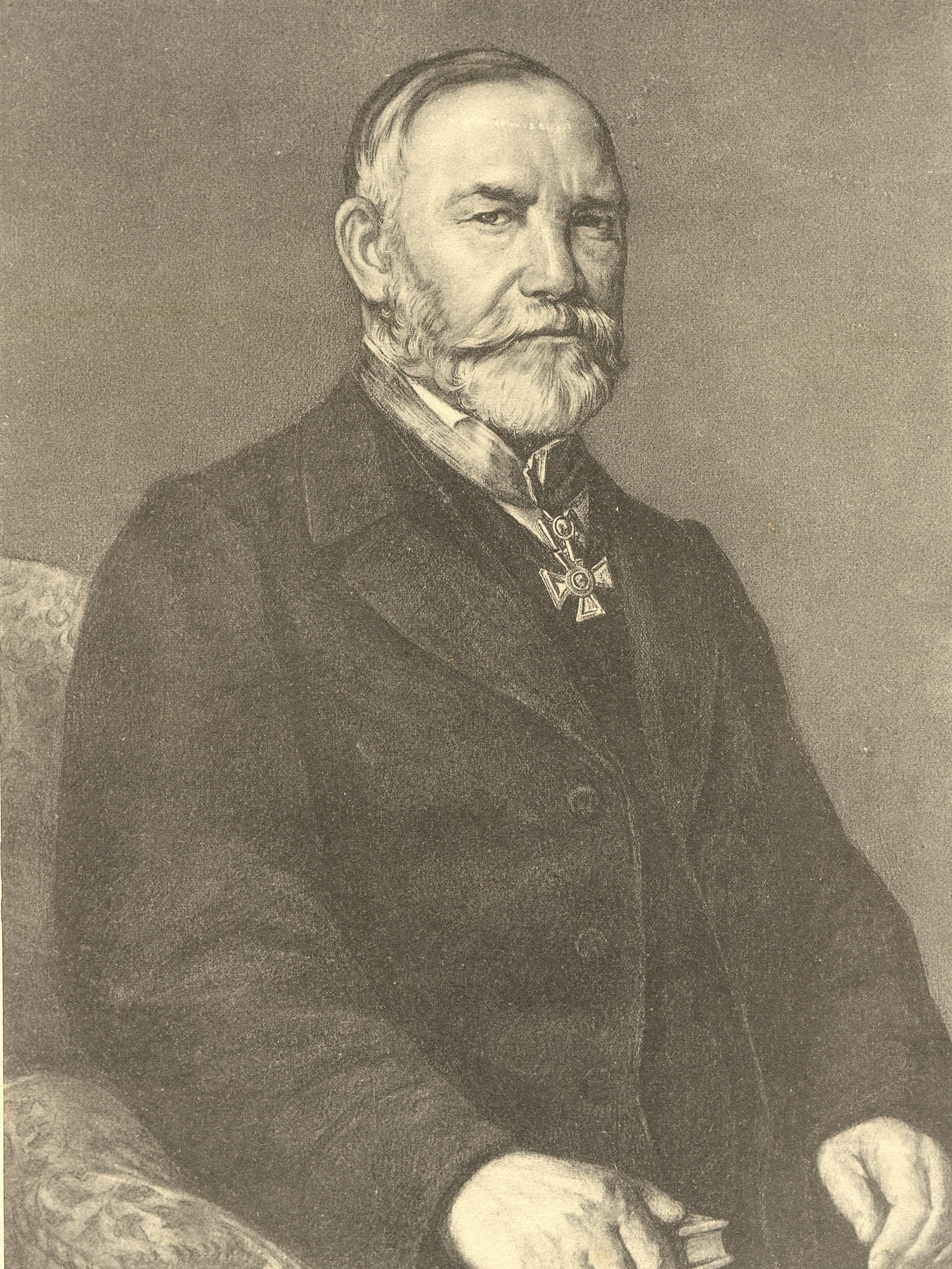

Janko Šafařík, född den 14 november 1814 i Kiskőrös, död den 19 juli 1876 i Prag, var en serbisk historiker. Han var brorson till Pavel Jozef Šafařík. 
Šafařík blev 1849 professor i historia vid Belgrads universitet och grundlade Belgrads museum och bibliotek. På grundval av arkivstudier i Venedig skrev han Srbske vzpomínky z benatského archivu samt monografierna Zivot Stepána Decanského och Zivot svetého Metnodeje, prvního arcibiskupa moravského (1863).